# Leontocaris
Leontocaris is een geslacht van kreeftachtigen uit de klasse van de Malacostraca (hogere kreeftachtigen).

## Soorten
- Leontocaris alexander Poore, 2009
- Leontocaris amplectipes Bruce, 1990
- Leontocaris bulga Taylor & Poore, 1998
- Leontocaris lar Kemp, 1906
- Leontocaris pacifica Zarenkov, 1976
- Leontocaris paulsoni Stebbing, 1905
- Leontocaris smarensis Cardoso & Fransen, 2012
- Leontocaris vanderlandi Fransen, 2001
- Leontocaris yarramundi Taylor & Poore, 1998